# Acclaimed Music
Acclaimed Music est un site web créé par Henrik Franzon, un statisticien de Stockholm, Suède,, en septembre 2001. Franzon a réalisé une synthèse statistique de centaines de listes publiées par des critiques classant des chansons et des albums selon des classements synthétiques par année, décennie et pour tous les temps,,,,,,. Les listes qui sont soumises par des lecteurs de magazines ou de sites Web ne sont pas comprises dans la synthèse. L'auteur Michaelangelo Matos a écrit que bien que « les méthodes de Franzon soient imparfaites, en tant qu'indicateurs de l'appréciation critique globale, elles sont presque imbattables ».
Selon la dernière mise à jour des listes synthétiques du site Web (le 21 août 2015), Pet Sounds des Beach Boys est l'album le plus acclamé de tous les temps, et Like a Rolling Stone de Bob Dylan est la chanson la plus acclamée,. Les Beatles sont le groupe le plus acclamé, Bob Dylan est l'artiste masculin solo le plus acclamé et Madonna l'artiste féminine la plus acclamée.